# 은주카어
은주카어(Ndyuka)는 수리남에서 쓰이는 크리올이다. 수리남 내륙의 적도열대우림에 가까운 지역에서 약 25000~30000명 가량의 사람들이 쓴다. 다른 이름으로는 아우칸(Aukan), 오카니시(Okanisi) 등으로 불리기도 한다. 은주카어는 소리체계와 문법은 아프리카어에서, 어휘는 영어에서 영향을 받은 크리올이다. mb, ng, kp, gb 등 서아프리카 지역 언어에서 나타나는 겹자음 소리가 있다. 은주카어는 몇 가지 다른 정서법이 있는데, 라틴 문자로 쓰이는 정서법은 옛날에 쓰이던 네덜란드어 특유의 것을 고쳤다. (예를 들어 u소리를 나타내는 oe는 u로, y소리를 나타내는 j는 y로 바꿨다) 성조는 잘 표기하지 않지만, 자주 쓰이는 몇몇 낱말은 성조를 표기한다. (‘~이 아니다’를 나타내는 ná 따위) 1908년에 만들어진 아파카 문자는 은주카어를 표기하려고 만들어진 문자로, 독자적 문자를 갖춘 크리올은 은주카어뿐이다.
은주카어를 쓰는 사람들은 아프리카 혈통의 후손으로 마론이라고 하는 사람들의 일종이다. 이들은 노예로 신대륙에 잡혀 왔다가 노예주로부터 벗어나 열대우림지역에 터전을 잡고 생계를 꾸려갔으며, 노예탈주를 돕기도 하였다. 신대륙 생활을 거치면서 토착민으로부터 문화적 영향을 받기도 하였다.